# Chaim Berlin

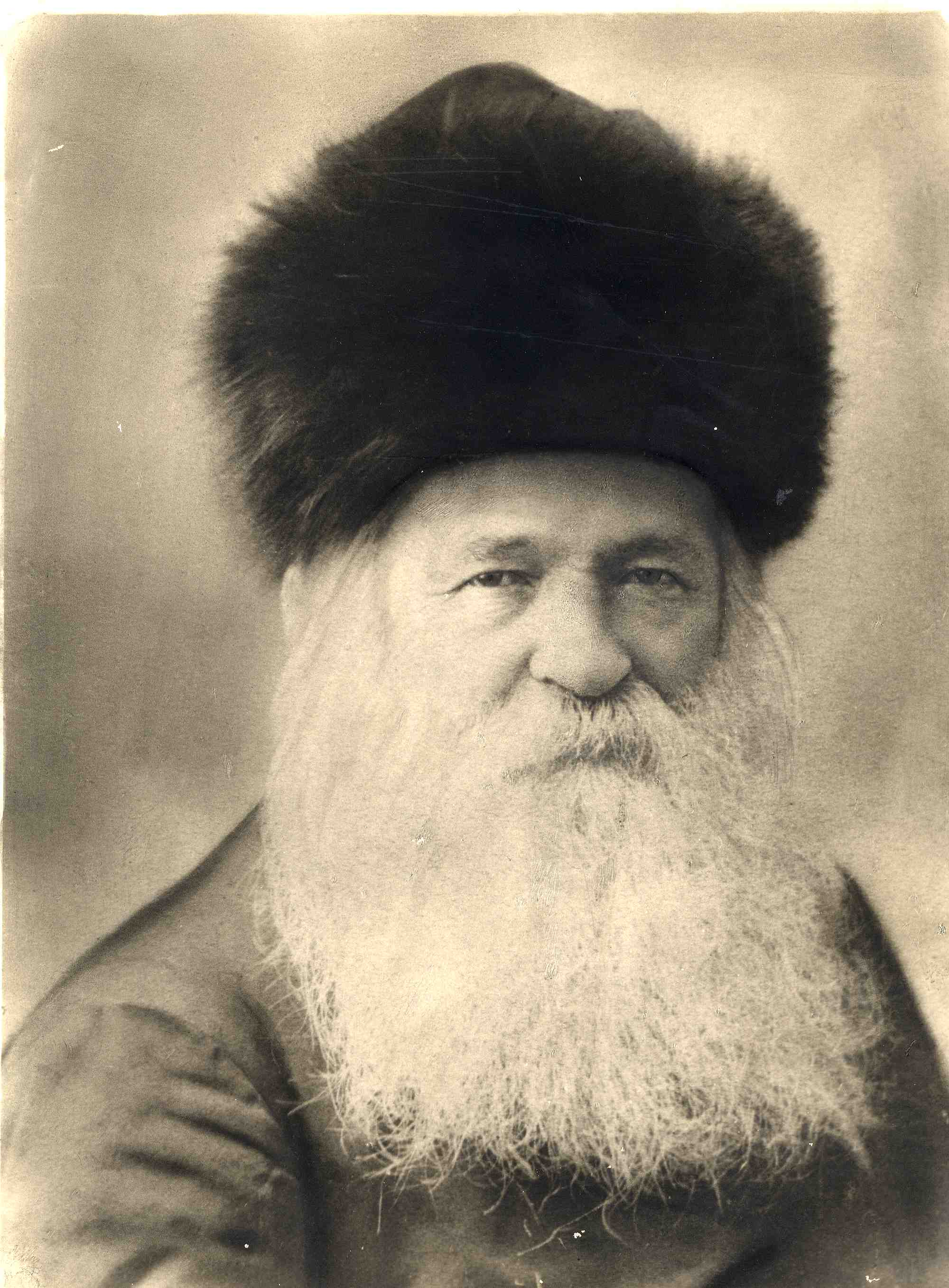
Chaim Berlin

Chaim Berlin (russisch Хаим Берлин; geboren im Jahr 1832 in Waloschyn (Russisches Kaiserreich, heute in Belarus); gestorben am 24. September 1912 in Jerusalem) war ein orthodoxer Rabbiner. Er war Oberrabbiner von Moskau (1865–1885) und später aschkenasischer Oberrabbiner von Jerusalem (1909–1912).

## Leben
Chaim Berlin war der erste Sohn des Rabbiners Naphtali Zwi Juda Berlin und seiner Frau Reina Batja Waloschyner (auch: Voloziner). Er wurde in Waloschyn geboren, wo sein Vater die jüdische Gemeinde leitete und seine Mutter eine gelehrte Rebbetzin war. Er hatte zahlreiche Geschwister, sein Halbbruder ist Meir Bar-Ilan.
Im Jahr 1865 wurde er Oberrabbiner Moskaus, was er 24 Jahre lang ausübte. Auf Bitten seines Vaters kam er etwa im Jahr 1889 zurück nach Waloschyn und brachte seine umfangreiche Bibliothek mit. Er wurde dort leitender Rabbinatsrichter am Beth Din. Er lehrte auch an der Jeschiwa seines Vaters in Waloschyn und leitete diese kurzzeitig. Da er bei den Studenten kein beliebter Dozent wurde, reiste er bald nach Berlin, Amsterdam, Paris und London. Ab 1892 bis 1897 war er der Rabbiner von Kobryn. Er wechselte auf die Stelle des Rabbiners in Jelisawetgrad (dem heute ukrainischen Kropywnyzkyj).
Chaim Berlin zog im Jahr 1906 nach Jerusalem um, wo er Assistent des aschkenasischen Jerusalemer Oberrabbiners, Shmuel Salant, wurde, den er bereits seit vielen Jahren kannte. Als Salant im Jahr 1909 starb, folgte er ihm als aschkenasischer Oberrabbiner Jerusalems. Er war dies bis zu seinem Tod im Jahr 1912.

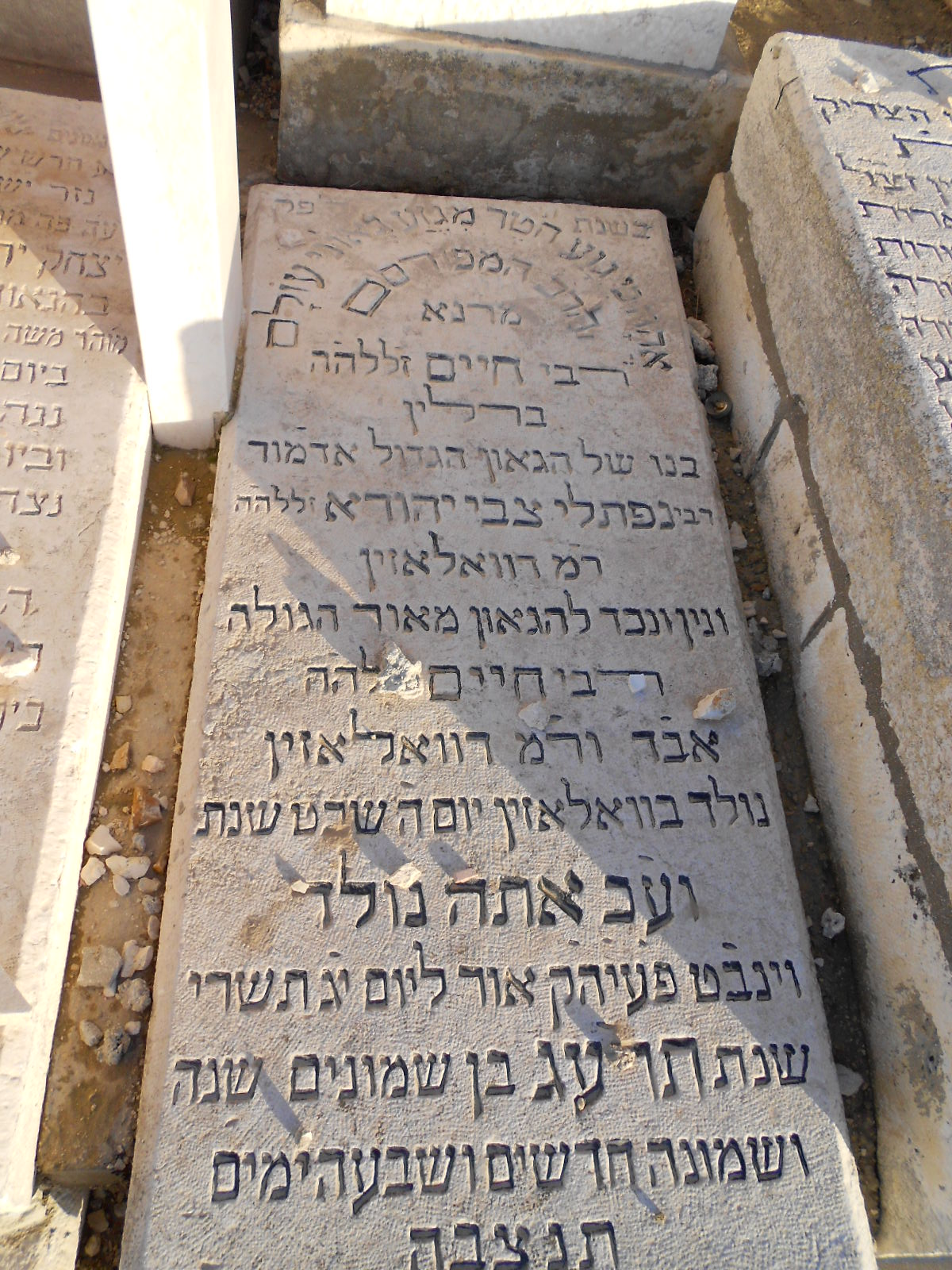
Grabstein Chaim Berlins in Jerusalem

Berlin liegt auf dem Jüdischen Friedhof am Ölberg begraben. Im Jerusalemer Ortsteil Rechavia ist die Straße haRav Berlin nach ihm benannt.